# Greg FitzPatrick
Greg FitzPatrick, egentligen Gregory Allan FitzPatrick, född 21 januari 1945 i Beverly Hills, Kalifornien, är en amerikansk-svensk musiker, kompositör och sångtextförfattare. Han tillhörde den svenska musikrörelsen och var en av de första i Sverige som använde synthesizer i sin musik, föregången av Ralph Lundsten och Hans Edler.

## Biografi
Greg FitzPatrick kom till Sverige 1967, försörjde sig först som gatumusiker och blev medlem i bandet Atlantic Ocean. Han arbetade som studiomusiker, bland annat åt MNW under sent 1960-tal och tidigt 1970-tal. Eftersom han tidvis saknade uppehållstillstånd arbetade han då under pseudonymerna Göran Ahlin, Marcus Brandelius och Sverker Ali Khan. År 1969 reste han till Asien och efter återkomsten till Sverige startade han gruppen Handgjort, som senare fick en fortsättning i projektet Tillsammans. Han spelade också ett kort tag med Hansson & Karlsson samt spelade synthesizer på Bo Hanssons Sagan om ringen. 
Samla Mammas Manna spelade in FitzPatricks komposition Snorungarnas symfoni, vilken gavs ut 1976. Året därpå utgavs hans soloalbum Det persiska äventyret på MNW, innehållande sex covers och två egenskrivna låtar. På skivan sjunger FitzPatrick på svenska, trots att han inte behärskar språket. Han spelade synt på Mikael Wiehes experimentella elektronikaskiva Kråksånger från 1981 som innehåller den kända melodin Flickan och kråkan. 
Under 1980-talet spelade FitzPatrick på flera album av Adolphson-Falk och bidrog till att ge gruppen den futuristiska och synt-baserade ljudbild som de blev kända för. Samtidigt drev han en synt-butik i Stockholm. Under 1990-talet arbetade han bland annat med musik till reklamfilmer.
År 1995 grundade han, tillsammans med Benny Regnér och Johan Groth, stiftelsen Musiknet. Stiftelsens mål var att främja musikpedagogisk verksamhet på Internet. Målgruppen var, i första hand, lärare och elever i den svenska skolan. Stiftelsen fick stöd av bl.a. Skolverket, KK-stiftelsen och Tele 2. Arbetet bedrevs i nära samarbete med bl.a. Kungliga Musikhögskolan. Musiknet drevs 10 år med inriktning på området musik, media och IT i skolan. Några projekt var Ljudo och Demoteket.

## Familj
FitzPatrick är far till Fiona FitzPatrick i discjockeyduon Rebecca & Fiona och son till den amerikanske dokumentärfilmaren James A. FitzPatrick.